# Iwan Wassiljewitsch (Komödie)
Iwan Wassiljewitsch (russisch Иван Васильевич) ist eine Komödie des sowjetischen Schriftstellers Michail Bulgakow, die 1935/1936 entstand.

## Wirklichkeit
In der Moskauer Banny-Gasse 10, Jahre nach der Revolution, bastelt der Ingenieur Timofejew, eine Art sowjetischer Faust, in seiner genossenschaftlichen Mietwohnung erfolglos an einer Zeitmaschine. Ausgehend vom vierdimensionalen Raum-Zeit-Kontinuum möchte er gerne über die Zwischenstation dreidimensionaler Raum Zeitsprünge vor- und rückwärts bis zu dreihundert Jahren ausführen. Während der Arbeiten hat Timofejew einen Traum, der den größten Teil der Handlung ausmacht.
Als zweiten realen Handlungsstrang enthält die Komödie den Einbruch des Filmschaffenden George Miloslawski in die Wohnung von Timofejews Nachbar Schpak.

## Traum
Die Zeitmaschine überwindet im ersten Schritt den Raum. Sie räumt zunächst die Wand zur Nachbarwohnung hinweg, gerade als sich der Dieb Miloslawski am Besitz Schpaks bereichert. Im zweiten Schritt macht Timofejews Erfindung einen Zeitsprung dreihundert Jahre rückwärts. Iwan der Schreckliche tritt in dem Mietshaus auf. Das „antisowjetische Experiment“ muss unbedingt abgebrochen werden. Das meint auch der autoritäre Hausverwalter Iwan Wassiljewitsch Bunscha. Geht nicht. Der Erfinder kommt nicht an den Aus-Schalter seiner Maschine heran. Iwan Wassiljewitsch Bunscha hatte, als die Zeitmaschine auf Hochtouren arbeitete, die Nerven verloren. Der Verwalter hatte im Stress den Aus-Schalter-Schlüssel abgezogen und eingesteckt. Dadurch kam ein Sturm auf, der Bunscha wegwehte. Danach hatte sich der Verwalter auf dem Boden des Mietshauses verschanzt. Als der Zar in Regierungsgeschäften aus der Banny-Gasse 10 verschwindet und von seinen mit Streitäxten bewaffneten Leibwächtern ebendort gesucht wird, muss der Despot von Iwan Wassiljewitsch Bunscha, der sich aus seinem Versteck hervorgewagt hat, dargestellt werden. Da Bunscha dem Alleinherrscher aus dem 16. Jahrhundert entfernt ähnlich sieht, kann er von Miloslawski als Zar glaubhaft kostümiert werden. Zudem tragen Iwan der Schreckliche und Bunscha beide den Vatersnamen Wassiljewitsch. Die martialische Leibwache lässt sich tatsächlich ruhigstellen und fällt vor dem Hausverwalter auf die Knie. Bunscha kann im Mietshaus unumschränkt herrschen. Der notorische Dieb Miloslawski nutzt bei Hofe zwei günstige Gelegenheiten. Er stiehlt dem schwedischen Gesandten ein brillantenbesetztes Medaillon und dem Patriarchen eine Panagia, besetzt mit einem Saphir und zwei Smaragden. Zar Bunscha tanzt mit der Zarin Marta Wassiljewna. Iwan der Schreckliche beendet seinen Trip durch Moskau und kehrt in der Banny-Gasse 10 zurück. Timofejews Zeitmaschine geht derweil zu Bruch. Schpak rückt mit einem Milizionär an. Bunscha gibt zu, er habe als Zar regiert und schiebt alle Schuld dem Ingenieur in die Schuhe. Miloslawski redet sich heraus, die Gesellschaft käme von einem Maskenball.

## Zensur und Aufführungen
Nach der Generalprobe am 13. Mai 1936 im Moskauer Satiretheater wurde das Stück verboten. Im Jahr 1967 folgten auf die unten genannte Buchausgabe in Bulgakows Dramen und Komödien Aufführungen im Omsker Theater und im Moskauer Theater der Kinoschauspieler. sowie 1968 im Bakuer Samed-Wurgun-Theater
In der Bulgakow-Enzyklopädie wird zur Ursache des oben genannten Aufführungsverbots in der Stalin-Ära geäußert: Es könnte möglich sein, dass die Darstellung der zeitweiligen Herrschaft Bunschas als Zar beim Zuschauer den Gedanken suggeriere, eigentlich könnte jeder Mittelmäßige die Stelle eines Diktators im Staate ganz passabel ausfüllen.

## Film
- 1973, Sowjetunion, Mosfilm: Iwan Wassiljewitsch wechselt den Beruf – Spielfilm von Leonid Gaidai mit Alexander Demjanenko als Erfinder Timofejew, Juri Jakowlew als Titelheld Iwan Wassiljewitsch und Leonid Kurawljow als George Miloslawski.

## Deutschsprachige Ausgaben
Verwendete Ausgabe:
- Iwan Wassiljewitsch. Komödie in drei Akten. Aus dem Russischen von Thomas Reschke. S. 289–334 in: Michail Bulgakow. Stücke. Mit einem Nachwort von Ralf Schröder. Verlag Kultur und Fortschritt, Berlin 1970. 432 Seiten (Übersetzung von: Bulgakow. Dramen und Komödien, Moskau 1965)

## Anmerkung
1. ↑  Demnach hat die Zeitmaschine das Haus in der Moskauer Banny-Gasse 10 in den Herbst des Jahres 1571 versetzt. Iwan der Schreckliche war mit Marta Wassiljewna Sobakina vom 28. Oktober bis zum 13. November jenes Jahres verheiratet.